# Федеринген
Федеринген (њем. Fedderingen) општина је у њемачкој савезној држави Шлезвиг-Холштајн. Једно је од 115 општинских средишта округа Дитмаршен. Према процјени из 2010. у општини је живјело 286 становника. Посједује регионалну шифру (AGS) 1051030.

## Географски и демографски подаци
Федеринген се налази у савезној држави Шлезвиг-Холштајн у округу Дитмаршен. Општина се налази на надморској висини од 8 метара. Површина општине износи 9,7 km². У самом мјесту је, према процјени из 2010. године, живјело 286 становника. Просјечна густина становништва износи 30 становника/km².